# استارتمور (کالیفرنیا)
استارتمور (به انگلیسی: Strathmore) یک منطقهٔ مسکونی در ایالات متحده آمریکا است که در شهرستان تولار، کالیفرنیا واقع شده‌است. استارتمور ۳٫۶۷۶ کیلومتر مربع مساحت و ۲٬۸۱۹ نفر جمعیت دارد و ۱۲۲ متر بالاتر از سطح دریا واقع شده‌است.